# 火の雨がふる
「火の雨がふる」（ひのあめがふる）は1988年9月15日に公開された、日本の長編アニメーション映画である。80分スタンダードサイズ。

## 概要
虫プロダクションが制作した、九州を舞台に戦争を題材にした長編アニメ映画で、原作は福岡大空襲の記録を綴った証言集「火の雨が降った」を元に製作された反戦アニメである。
700年余り続いた博多祇園山笠が空襲により途絶えた時期を主人公の目を通して描く。

## スタッフ
- 企画原案：九州映画センター
- 監督：有原誠治
- 製作・プロデュース：瀬戸義昭、西村豊治、伊藤叡
- 脚本：有原誠治、今泉俊昭
- キャラクター原案：長谷川法世
- 音楽：クニ河内
- 題字：奥田八二
- 演出：岩本保雄
- キャラクターデザイン・作画監督：小野隆哉
- 撮影監督：諫川弘
- 美術監督：明石貞一
- 音響監督：明田川進
- 編集：尾形治敏
- 音響効果：倉橋静男（東洋音響）
- 録音：山田均
- 録音スタジオ：アオイスタジオ、グッドサウンド福岡
- 現像：東映化学
- 資料提供：福岡市教育委員会、福岡市民図書館、櫛田神社 (福岡市)、西日本鉄道、下町風俗資料館、朝日新聞社、西日本新聞社
- 協力：福岡空襲を記録する会、博多祇園山笠振興会
- 製作協力：福岡県中小企業家同友会
- 製作：スペース映像、にっかつ児童映画、虫プロダクション

## 声の出演
- 荘真由美：頼子
- 麻生美代子：野沢ミツ子
- 屋良有作：松尾先生
- 沢田敏子：松尾ユキ
- 兼本新吾：石井
- 緒方賢一：山田
- 加藤正之
- 上村典子
- 塩屋浩三
- ナレーション：米倉斉加年